# 5663 McKeegan
5663 McKeegan este un asteroid din centura principală de asteroizi.

## Descriere
5663 McKeegan este un asteroid din centura principală de asteroizi. A fost descoperit pe 1 martie 1981 la Siding Spring de Schelte J. Bus. Asteroidul prezintă o orbită caracterizată de o semiaxă mare de 2,39 ua, o excentricitate de 0,27 și o înclinație de 6,5° în raport cu ecliptica.